# Ljudska univerza Lendava
Ljudska univerza Lendava je ljudska univerza s sedežem na Kidričevi ulici 1 (Lendava); ustanovljena je bila leta 1991.